# In the Family
Pour plus de détails, voir Fiche technique et Distribution.
In the Family est un film dramatique américain écrit, coproduit, interprété et réalisé par Patrick Wang, sorti le 4 novembre 2011.

## Synopsis
Au Tennessee, Joey (Patrick Wang) passe des jours heureux avec son partenaire Cody (Trevor St. John) et leur fils Chip (Sebastian Banes). À la mort de Cody dans un accident de voiture, Chip est enlevé à son père...

## Fiche technique
- Titre original : In the Family
- Réalisation : Patrick Wang
- Scénario : Patrick Wang
- Direction artistique : John El Manahi
- Décors : Jaime Phelps
- Costumes : Michael Bevins
- Photographie : Frank Barrera
- Montage : Elwaldo Baptiste et Max Prum
- Musique : Chip Taylor, Andy Wagner et Johnny Marshall
- Production : Robert Tonino, Andrew van den Houten et Patrick Wang
- Société de production : In the Family
- Société de distribution : E.D. Distribution (France)
- Pays d’origine :  États-Unis
- Langue : anglais
- Format : couleur - 35mm - 1.85:1 -  Son Dolby numérique
- Genre : drame
- Durée : 169 minutes
- Dates de sortie :
  - États-Unis : 16 octobre 2011 (Festival international du film d'Hawaï), 4 novembre 2011 (nationale)
  - France : 19 novembre 2014 (nationale)

## Distribution
- Sebastian Banes : Chip Hines
- Patrick Wang : Joey Williams
- Trevor St. John : Cody Hines
- Park Overall : Sally Hines
- Chip Taylor : Darryl Hines
- Kelly McAndrew : Eileen Robey
- Peter Hermann : Dave Robey
- Brian Murray : Paul Hawkes
- Susan Kellermann : Marge Hawks

## Distinctions

### Récompenses
- Young Artist Awards 2013 : Meilleur second rôle masculin de moins de dix ans dans un film (Best Supporting Young Actor Age Ten and Under) pour Sebastian Banes

### Nominations
- Film Independent's Spirit Awards 2012 : Meilleur premier film.